# Superman le Diabolique
Pour les articles homonymes, voir La Guerre des robots.
Pour plus de détails, voir Fiche technique et Distribution.
Superman le Diabolique, alternativement connu sous le titre La Guerre des robots (Come rubare la corona d'Inghilterra) est un film de super-héros italien réalisé par Sergio Grieco et sorti en 1967.

## Synopsis
Jénabelle, une femme très belle et ambitieuse, veut conquérir le monde et en devenir la reine. Avec l'aide de ses hommes de main vêtus de noir, elle est prête à mettre son plan à exécution, en faisant chanter les grands de ce monde pour s'emparer d'un énorme diamant qui lui permettra d'atteindre son but : faire de tous les hommes ses esclaves. Mais Superman n'est pas d'accord et va utiliser ses superpouvoirs pour la contrecarrer.

## Fiche technique
- Titre original italien : Come rubare la corona d'Inghilterra ou Argoman superdiabolico[1]
- Titre français : Superman le Diabolique ou 07 contre Superdiabolique ou Superman contre les robots ou Le Diabolique Superman ou La Guerre des robots[2]
- Réalisation : Sergio Grieco (sous le nom de « Terence Hathaway »)
- Scenario : Vincenzo Mannino (it), Dino Verde (it)
- Photographie :	Tino Santoni (it)
- Montage : Renato Cinquini (it)
- Musique : Piero Umiliani
- Décors : Alberto Boccianti (it)
- Costumes : Gaia Romanini (it)
- Maquillage : Mauro Gavazzi
- Production : Edmondo Amati (it), Maurizio Amati (it)
- Société de production : Fida Cinematografica
- Pays de production :  Italie
- Langue originale : italien
- Format : Couleur par Technicolor - 2,35:1 - Son mono - 35 mm
- Durée : 93 min
- Genre : Film de super-héros, comédie d'espionnage
- Dates de sortie :
  - Italie : 24 mars 1967
  - France : 13 mars 1968[2]

## Distribution
- Roger Browne (VF : Jean-Pierre Duclos) : Sir Reginald Hoover / Superman (Argoman en VO)
- Dominique Boschero (VF : Michèle Montel) : Reine Sullivan / Jénabelle (Jenabell en VO)
- Eduardo Fajardo (VF : René Bériard) : Chandra
- Nadia Marlowa : Samantha
- Nino Dal Fabbro (sous le nom de « Richard Peters ») (VF : Roger Rudel) : Inspecteur Lawrence
- Edoardo Toniolo (sous le nom d'« Edward Douglas ») (VF : Jean Violette) : Inspecteur Martinet
- Andrea Bosic (VF : Bernard Musson) : Amiral Durand
- Tom Felleghy : Général Headwood
- Frank Richardson : le ministre
- Lawrence Mills : le ministre
- Dario De Grassi : assistant de Lawrence
- Mirella Pamphili
- Mimmo Palmara (sous le nom de « Dick Palmer ») (VF : Jean Brassat) : chef des farceurs de Jenabell

## Production
Le film a été tourné en extérieur à Londres et à Paris, tandis que les scènes intérieures ont été tournées aux studios de Cinecittà.
Maurizio Amati (it), le producteur délégué, se souvient : « Superman n'a pas été une production très réussie. L'idée était de faire un Superman à l'italienne mais nous n'étions pas en mesure de le faire en termes de moyens et de technique ». L'actrice Dominique Boschero se souvient que c'était le plus mignon de ses films d'espionnage. « Je devais jouer la reine du monde. Mais quand on vous dit "vous devez jouer la reine du monde", on se demande comment faire. Mais c'était nouveau, c'était un film d'avant-garde pour l'époque, Sergio Grieco était très bon et puis il y avait aussi un peu plus de moyens que d'habitude, encore plus de décors, il y avait Londres ».

## Accueil critique
Parmi les critiques rétrospectives, le critique de cinéma Marco Giusti a décrit le film comme étant « super-kitsch », mais « très drôle et très efficace sur le plan visuel ». Roberto Curti déclare qu'il « capture parfaitement l'esprit des super-héros italiens des années 1960 » en conservant « l'amoralité délicieuse des fumetti neri tout en tirant le meilleur des nombreuses imitations italiennes de James Bond en termes d'action rapide et ironique ». Bruno Lattanzi et Fabio De Angelis écrivent que « Livrée avec des moments de fantaisie et d'action décents, l'histoire permet au réalisateur Grieco de jouer avec les robots, les armes et les laboratoires futuristes. De belles femmes, des poursuites, des coups de poing, des gifles et un soupçon d'humour complètent le tableau ».